# Rodion Malinowski
Rodion Jakowlewicz Malinowski (ukr. Родіон Якович Малиновський, ros. Родион Яковлевич Малиновский; ur. 11 listopada?/23 listopada 1898 w Odessie, zm. 31 marca 1967 w Moskwie) – radziecki dowódca wojskowy, marszałek Związku Radzieckiego (1944), minister obrony ZSRR (1957–1967), dwukrotny Bohater Związku Radzieckiego (1945, 1958), deputowany do Rady Najwyższej ZSRR 2., 3., 4., 5., 6. i 7. kadencji.

## Życiorys
W 1911 ukończył szkołę parafialną. W 1914 brał udział jako ochotnik w I wojnie światowej. W październiku 1915 roku został ranny i otrzymał pierwsze odznaczenie – Krzyż św. Jerzego IV klasy. W 1916 w ramach Rosyjskiego Korpusu Ekspedycyjnego został wysłany do Francji, walczył na froncie zachodnim i tam został ranny, za co otrzymał kolejne odznaczenie, tym razem francuskie. Po powrocie do Rosji w 1919 wstąpił do Armii Czerwonej. Służąc w 27 Dywizji Strzeleckiej brał udział w wojnie domowej w Rosji walcząc przeciw białym, tzw. kołczakowcom. W 1926 wstąpił do partii komunistycznej.
W 1930 ukończył studia w Akademii Wojskowej im. Michaiła Frunzego. Po studiach był kolejno szefem Sztabu Pułku Kawalerii, oficerem Sztabu Północno-Kaukaskiego i Białoruskiego Okręgu Wojskowego oraz szefem Sztabu Korpusu Kawalerii. W latach 1937–1938 podczas wojny domowej w Hiszpanii w stopniu pułkownika był doradcą wojsk republikańskich. W latach 1939–1940 wykładał w Akademii Wojskowej im. Michaiła Frunzego. 4 lipca 1940 otrzymał awans na generała majora.
W czasie niemieckiego ataku na ZSRR Rodion Malinowski dowodził 48 Korpusem Strzeleckim, następnie był kolejno:
- od sierpnia 1941 dowódcą 6 Armii,
- od grudnia 1941 dowódcą Frontu Południowego,
- od lata 1942 zastępcą dowódcy Frontu Północnokaukaskiego i dowódcą Dońskiej Grupy Armijnej,
- później dowódcą 66 Armii,
- podczas bitwy stalingradzkiej – dowódcą 2 Gwardyjskiej Armii,
- od lutego 1943 ponownie dowódca Frontu Południowego,
- od kwietnia Frontu Południowo-Zachodniego, przemianowanego w październiku 1943 na 3 Front Ukraiński,
- od maja 1944 dowódcą 2 Frontu Ukraińskiego, z którym walczył w Rumunii, Austrii, na Węgrzech i Czechosłowacji,
- od lipca 1945 dowódcą Frontu Zabajkalskiego.

We wrześniu 1944 został mianowany marszałkiem Związku Radzieckiego. W latach 1947–1956 był głównodowodzącym wojskami Dalekiego Wschodu, następnie Dalekowschodniego Okręgu Wojskowego. Od marca 1956 był I zastępcą ministra obrony ZSRR, od października 1957 aż do śmierci ministrem obrony ZSRR. Był – po Michaile Frunzem – drugim szefem Radzieckich Sił Zbrojnych, który zmarł podczas sprawowania urzędu. Jego prochy spoczęły pod murem kremlowskim na Placu Czerwonym w Moskwie.
Napisał książkę autobiograficzną Sołdaty Rossiji. Zajmował się też redagowaniem publikacji wojskowo-historycznych: Jassko-Kiszyniowskie Kanny, Budapeszt-Wiedeń-Praga i Finał. Pierwsza z nich została wydana w Polsce w 1967 pod tytułem Nowe Kanny. 

## Awanse
- gen. mjr 4 czerwca 1940
- gen. por. 9 listopada 1941
- gen. płk 12 lutego 1943
- gen. armii 28 kwietnia 1943
- marszałek Związku Radzieckiego 10 września 1944

## Ordery i odznaczenia
- Medal Złota Gwiazda Bohatera Związku Radzieckiego (dwukrotnie: 8 września 1945, 22 listopada 1958)
- Order „Zwycięstwo” (26 kwietnia 1945)[3]
- Order Lenina (pięciokrotnie: 1937, 1941, 1945, 1945, 1958)
- Order Czerwonego Sztandaru (trzykrotnie: 1937, 1944, 1950)
- Order Suworowa I klasy (dwukrotnie: 1943, 1944)
- Order Kutuzowa I klasy (1943)
- Medal „Za obronę Stalingradu”
- Medal „Za obronę Kaukazu”
- Medal „Za zdobycie Budapesztu”
- Medal „Za zdobycie Wiednia”
- Medal „Za wyzwolenie Pragi”
- Medal „Za zwycięstwo nad Japonią”
- Medal „Za zwycięstwo nad Niemcami w Wielkiej Wojnie Ojczyźnianej 1941–1945”
- Medal jubileuszowy „Dwudziestolecia zwycięstwa w Wielkiej Wojnie Ojczyźnianej 1941–1945”
- Medal jubileuszowy „XX lat Robotniczo-Chłopskiej Armii Czerwonej”
- Medal jubileuszowy „30 lat Armii Radzieckiej i Floty”
- Medal jubileuszowy „40 lat Sił Zbrojnych ZSRR”
- Krzyż św. Jerzego 3. stopnia – dwukrotnie (Imperium Rosyjskie)
- Order Rozpromienionego Sztandaru I klasy (1946, Chiny)
- Medal Przyjaźni Chińsko-Radzieckiej (1956, Chiny)
- Order Lwa Białego I klasy (1945, Czechosłowacja)
- Czechosłowacki Wojskowy Order Lwa Białego „Za zwycięstwo” I klasy (1945, Czechosłowacja)[4]
- Krzyż Wojenny Czechosłowacki 1939 (1945, Czechosłowacja)
- Order Gwiazdy Indonezji II klasy (1963, Indonezja)
- Order Gwiazdy Waleczności (1962, Indonezja)
- Order Narodowego Bohatera Jugosławii (1964, Jugosławia)
- Order Partyzanckiej Gwiazdy I klasy (1956, Jugosławia)
- Order Flagi Narodowej I klasy (1948, Korea Północna)
- Medal „Za wyzwolenie Korei” (1946, Korea Północna)
- Medal „40-lecia wyzwolenia Korei” – pośmiertnie (1985, Korea Północna)
- Wielki Oficer Legii Honorowej (1945, Francja)
- Krzyż Wojenny 1914–1918 (1916, Francja)
- Krzyż Wojenny 1939–1945 (1945, Francja)
- Krzyż Niepodległości (1964, Meksyk)
- Order Suche Batora (1961, Mongolia)
- Order Czerwonego Sztandaru (1945, Mongolia)
- Medal „25 lat Mongolskiej Republiki Ludowej” (1946, Mongolia)
- Medal „Za zwycięstwo nad Japonią” (1946, Mongolia)
- Złoty Medal Braterstwa Broni (1966, NRD)
- Order Obrony Ojczyzny I klasy (1950, Rumunia)
- Medal „Za Wyzwolenie od faszyzmu” (1950, Rumunia)
- Wielka Komandorska Legia Zasługi (1946, Stany Zjednoczone)
- Order Zasługi Republiki Węgierskiej I klasy (1947, Węgry)
- Order Wolności (1946, Węgry)
- Order Zasługi Węgierskiej Republiki Ludowej I klasy (dwukrotnie: 1950, 1965, Węgry)
- Odznaka honorowa „Za zasługi dla Gdańska” (1960)[5]